# Queijada de Oeiras
A Queijada de Oeiras é um bolo português criado por Carlos Fragoso Malato. Em 2002 apresentou as suas queijadas no V Concurso de Doçaria Regional no Alto Alentejo, vendeu seis centenas que levara para venda ao público e ganhou o 1º prémio.